# Nuova luce
Nuova luce è un singolo del cantante italiano Francesco Renga, il primo estratto dal primo album dal vivo Scriverò il tuo nome Live e pubblicato il 31 marzo 2017.

## Tracce
1. Nuova luce – 3:19